# Jara y Sedal
Jara y Sedal és una revista mensual sobre temes relacionats amb la caça i la  pesca publicada des de l'any 2001 a Espanya. La revista va ser creada amb un títol idèntic al d'un programa de caça de La 2 de Televisió Espanyola (TVE), Jara y Sedal. Des dels seus inicis ha tingut periodicitat mensual. Manifestament contrària al «lobby ecologista», el 2008 va passar a ser editada per l'editorial Amèrica Ibèrica. És considerada una de les revistes més «representatives» en el seu gènere a Espanya. El 2013 va passar a ser editada per Innova Edicions, SL.